# Hŕbok
Hŕbok (685 m) – szczyt w Górach Lewockich we wschodniej Słowacji. Znajduje się w obrębie miejscowości Kołaczków (Kolačkov), na północnym krańcu tych gór. Stanowi zakończenie północno-zachodniego grzbietu Borsučinek (958 m). Północne stoki Hŕboka opadają do doliny Kołaczkowskiego Potoku (Kolačkovský potok).
Hŕbok to niski, ale dobrze wyodrębniony szczyt. Jego wierzchołek i górną część zboczy porasta las, dolną część zajmują pola uprawne miejscowości Kołaczków.